# 171 Ophelia
171 Ophelia är en asteroid upptäckt den 13 januari 1877 av den franske astronomen Alphonse Borrelly vid Marseille-observatoriet. Asteroiden har fått sitt namn efter karaktären Ophelia i Shakespeares Hamlet.
Den tillhör asteroidgruppen Themis.

## Måne
1979 observerade Edward F Tedesco en ovanlig ljuskurva. Detta tolkades som att asteroiden kan ha en måne. Månen tros ha skapats vid en kollision.